# Astragalus pakistanicus
Astragalus pakistanicus är en ärtväxtart som beskrevs av Dieter Podlech. Astragalus pakistanicus ingår i släktet vedlar, och familjen ärtväxter. Inga underarter finns listade i Catalogue of Life.